# 比亚斯福特斯
比亚斯福特斯是巴西米纳斯吉拉斯州的一个市镇。总面积284.271平方公里，总人口3880人，人口密度13.6人/平方公里。